# Konomama (DOBERMAN INFINITYの曲)
「Konomama」（コノママ）は、DOBERMAN INFINITYの11枚目のシングルである。2021年6月9日にLDH Recordsから発売された。

## 概要
前作「6 -Six-」から6カ月ぶりのシングル。
表題曲の「konomama」は、白濱亜嵐（GENERATIONS from EXILE TRIBE/EXILE）主演ドラマ「泣くな研修医」の主題歌としても採用されている。カップリングの「Who the KING?」はBリーグ「琉球ゴールデンキングス」のテーマソング。

## 収録内容

### CD
1. Konomama
作詞：KUBO-C、GS、P-CHO、SWAY・KAZUKI、作曲：☆Taku Takahashi、Minami、KUBO-C、GS、P-CHO、SWAY、KAZUKI
  - テレビ朝日系土曜ナイトドラマ『泣くな研修医』主題歌[1]
2. Who the KING?
作詞：KUBO-C、GS、P-CHO、SWAY、KAZUKI、作曲：NAOtheLAIZA、JAY'ED、KUBO-C、GS、P-CHO、SWAY、KAZUKI
  - Bリーグ「琉球ゴールデンキングス」テーマソング[2]